# Zisterzienserkloster New Ringgold
Das Zisterzienserkloster New Ringgold ist seit  1967 ein US-amerikanisches Kloster der Zisterzienser in New Ringgold, Schuylkill County, Pennsylvania, im Bistum Allentown.

## Geschichte
Auf der Suche nach neuen Formen der Kontemplation und auf Einladung von Bischof Joseph Mark McShea gründeten die drei Mönche Alphonsus La Chapelle (1923–2008), Hugh Montague (1923–2015) und Luke Anderson (1927–2025), die ursprünglich Trappisten waren, 110 Kilometer nordwestlich Philadelphia, westlich Allentown, in dem 300-Seelen-Ort New Ringgold das Kloster Saint Mary, das unmittelbar dem Generalabt untersteht. Sie formten im Laufe der Zeit 25 Novizen, doch legte kein einziger in New Ringgold die Ewigen Gelübde ab. Seit dem Tod seiner Mitbrüder war Prior Dr. Luke Anderson im hohen Alter der alleinige Mönch des Klosters. Er wurde 1965 in Rom promoviert mit der Arbeit The Concept of truth in the philosophy of William James, hielt Vorträge in der ganzen Welt und publizierte 2005 das Buch The image and likeness of God in Bernard of Clairvaux’s free choice and grace. Reflections both philosophical and theological (Bloomington, Indiana, AuthorHouse).